# Kottuvally
Kottuvally es una ciudad censal situada en el distrito de Ernakulam en el estado de Kerala (India). Su población es de 42922 habitantes (2011). Se encuentra a 20 km de Cochín y a 51 km de Thrissur.

## Demografía
Según el censo de 2011 la población de Kottuvally era de 42922 habitantes, de los cuales 21034 eran hombres y 21888 eran mujeres. Kottuvally tiene una tasa media de alfabetización del 95,90%, superior a la media estatal del 94%: la alfabetización masculina es del 97,27%, y la alfabetización femenina del 94,60%.